# Mouni (Niou)
Pour les articles homonymes, voir Mouni.
Mouni est un village  située dans le département de Niou de la province du Kourwéogo dans la région Plateau-Central au Burkina Faso.

## Géographie
Mouni se trouve à environ 12 km à l'est de Natenga (anciennement appelé Niou), ainsi qu'à environ 17 km au nord-est de Boussé, le chef-lieu provincial.

## Santé et éducation
Mouni accueille un centre de santé et de promotion sociale (CSPS) tandis que le centre médical avec antenne chirurgicale (CMA) de la province se trouve à Boussé.